# Lyckliga tider
Lyckliga tider är ett musikalbum av Eldkvarn, utgivet 1997.
Lyckliga tider spelades in i skivbolaget Silences studio i västra Värmland våren 1997. Det kan som helhet uppfattas som ett mycket personligt och allvarligt album, även i jämförelse med vad Eldkvarn tidigare hade producerat.
I albumets längsta låt "Jag är bättre än dej" pratsjunger Plura Jonsson om ett "långt, mörkt och kallt år" och lägger fram "mina ord och min sorg på två papper". Avslutningslåten, Pluras "Nånting måste gå sönder", berör förlusterna i livet. Refrängen konstaterar att "Det finns inga under / Ingen går hel ur det här". Ändå slutar låten försonande med "Vi lever i lyckliga, lyckliga, lyckliga tider". Låten är central i den första mässan med Eldkvarn, Kärlekens törst. En annan låt från detta album, "Ut i det blå", ingår i den tredje mässan Kärlekens väg.
I Carla Jonssons ordlekande "Mats ur skolan" sjunger bröderna Jonsson duett. Texten till samma upphovsmans "Lilla Paris" utspelar sig i Vänersborg och refererar bland annat till Birger Sjöbergs roman Kvartetten som sprängdes ("Hon sa hennes mor var den elektriska flickan" syftar på romanfiguren Electrical Girl).

## Låtlista
Alla låtar är skrivna och komponerade av Plura Jonsson om inget annat anges. 
| Nr  | Titel                      | Kompositör    | Notering                           | Längd |
| --- | -------------------------- | ------------- | ---------------------------------- | ----- |
| 1.  | Om stjärnor faller         |               |                                    | 3:45  |
| 2.  | Lördagkväll – Söndagmorgon |               |                                    | 4:43  |
| 3.  | Ingenting gör ont          |               |                                    | 3:54  |
| 4.  | Dörrarna till himlen       |               |                                    | 4:20  |
| 5.  | Mats ur skolan             | Carla Jonsson |                                    | 4:34  |
| 6.  | Ut i det blå               |               | Finns även live på Kärlekens väg   | 6:35  |
| 7.  | Landsvägen längs kusten    |               |                                    | 3:09  |
| 8.  | Jag är bättre än dej       |               |                                    | 7:20  |
| 9.  | Lilla Paris                | Carla Jonsson |                                    | 3:15  |
| 10. | Måne över de lyckliga åren |               |                                    | 4:02  |
| 11. | Till ett annat land        |               |                                    | 3:48  |
| 12. | Nånting måste gå sönder    |               | Finns även live på Kärlekens törst | 6:42  |

## Medverkande
- Eldkvarn:
  - Claes von Heijne - keyboards
  - Carla Jonsson - gitarr, sång
  - Plura Jonsson - sång, gitarr
  - Werner Modiggård - trummor
  - Tony Thorén - bas
- Inspelad av Anders Lind
- Mixad av Pontus Olsson förutom "Mats ur skolan" som är mixad av Tony Thorén
- Producerad av Eldkvarn

## Listplaceringar
| Lista (1997) | Topplacering |
| ------------ | ------------ |
| Sverige      | 21           |